# Khentkaus I
Đối với vương hậu cùng tên, xem Khentkaus II và Khentkaus III
Khentkaus I là một vương hậu thuộc những năm cuối cùng của giai đoạn Vương triều thứ 4 trong lịch sử Ai Cập cổ đại.

## Bí ẩn Khentkaus I
Danh hiệu của Khentkaus I có thể được dịch là "Mẹ của hai vị vua Thượng và Hạ Ai Cập" hoặc "Vua của Thượng và Hạ Ai Cập, và Mẹ của vua Thượng và Hạ Ai Cập". Điều này khá mơ hồ, hoặc bà có hai người con đều lên làm vua, hoặc bà sẽ làm nhiếp chính cho con trai, hoặc hơn thế nữa là bà đã có riêng một triều đại độc lập cho mình. Tuy nhiên, người ta lại chưa thể xác định được những người con của bà.
Hermann Junker, Ludwig Borchardt, Bernhard Grdseloff và một số nhà Ai Cập học khác đều cho rằng, Khentkaus I là con gái của pharaon Menkaure, do Mastaba của Khentkaus I nằm rất gần với Kim tự tháp của Menkaure. Trên tường đền thờ của Menkaure có nhắc đến một cái tên (đã bị mất một phần) là "...kau...", có thể ám chỉ đến Khentkaus I. Silke Roth lại nghi ngờ điều này và cho rằng, đó là tên của một người khác. Tất cả chỉ là phỏng đoán, vì bà không mang danh hiệu "Con gái của Vua", nên có lẽ bà không phải là một công chúa.
Về hôn nhân của Khentkaus I, phần lớn các nhà Ai Cập học tin rằng, bà đã kết hôn với pharaon Shepseskaf. Shepseskaf có lẽ là con của Menkaure với một người thiếp; nếu vậy, Khentkaus I và Shepseskaf là anh chị em cùng cha với nhau. Shepseskaf có thể phải lấy Khentkaus I để hợp thức hóa việc lên ngôi của mình. Borchardt và Grdseloff đều nghĩ rằng, Khentkaus I đã tái giá với vua Userkaf sau cái chết của người chồng trước. Lúc này, các con của bà còn quá nhỏ nên Userkaf đã đăng cơ trở thành vua. Hai vua Sahure và Neferirkare Kakai sẽ là con của Khentkaus I và Shepseskaf, theo Borchardt.
Hartwig Altenmüller cho rằng, Khentkaus I chính là người phụ nữ Redjedjet được nhắc đến trong cuộn giấy cói Westcar. Cuộn giấy kể rằng, Redjedjet đã sinh được 3 người con trai và đều trở thành vua. Theo đó, ba người con của bà lần lượt là các vua Userkaf, Sahure và Neferirkare Kakai. Tuy nhiên, mối quan hệ giữa 3 vị vua này đã được xác định. Không rõ cha mẹ của Userkaf, nhưng ông được cho là cha của Sahure; Sahure có mẹ là Neferhetepes II. Trong khi đó, Sahure và Meretnebty lại là cha mẹ của Neferirkare. Có thể thấy, Userkaf có khả năng là con của Khentkaus I, nhưng nhiều học giả cho rằng, ông là con của công chúa Neferhetepes, tức cháu ngoại của vua Djedefre. Vị vua mơ hồ Thampthis cũng được cho là một người con của Khentkaus I, nhưng do chính Khentkaus nhiếp chính.
Trùng hợp một điều là có một vương hậu cũng tên Khentkaus và cũng mang danh hiệu "Mẹ của hai vị vua Thượng và Hạ Ai Cập". Người đó là Khentkaus II, được chứng thực rõ ràng là hôn thê của Neferirkare Kakai và là mẹ đẻ của hai vị vua sau đó, Neferefre và Nyuserre Ini.

## Lăng mộ

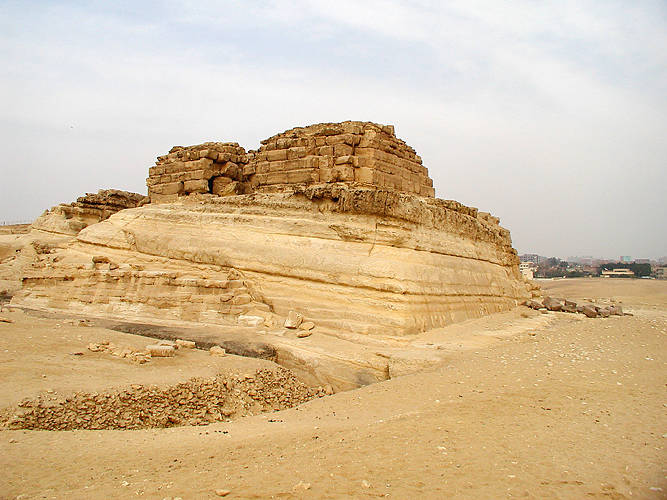
Mastaba của Khentkaus I